# Транспорт Юнайтед
Транспорт Юнайтед (англ. Transport United FC) — футбольний клуб із столиці Бутану Тхімпху. Був заснований 2000 року. Домашнім стадіоном команди є Чанглімітанг.

## Досягнення
- Національна ліга Бутану: 2

2017, 2018
- А-дивізіон Бутану: 4

2004, 2005, 2006, 2007
- Кубок АФК:
- Кубок президента АФК: 4 рази груповий етап

2005, 2006, 2007, 2008